# 177157 Skoffelza
177157 Skoffelza este o planetă minoră (asteroid) din centura de asteroizi. A fost descoperită pe 18 septembrie 2003 la Piszkéstetői Obszervatórium⁠(d) de Krisztián Sárneczky⁠(d). 
Obiectul prezintă o orbită caracterizată de o semiaxă mare de 2,3584956341362 UAi, o excentricitate de 0,18571735746017, o înclinație de 2,8004663178542 ° în raport cu ecliptica.